# Blumenberg (Roman)
Blumenberg ist ein Roman von Sibylle Lewitscharoff, der 2011 in Berlin erschien. Gregor Dotzauer kategorisiert das Werk als romanhafte Fantasie zu theologischen Fragen. Es persifliere zudem das geistige Klima der 1980er Jahre.

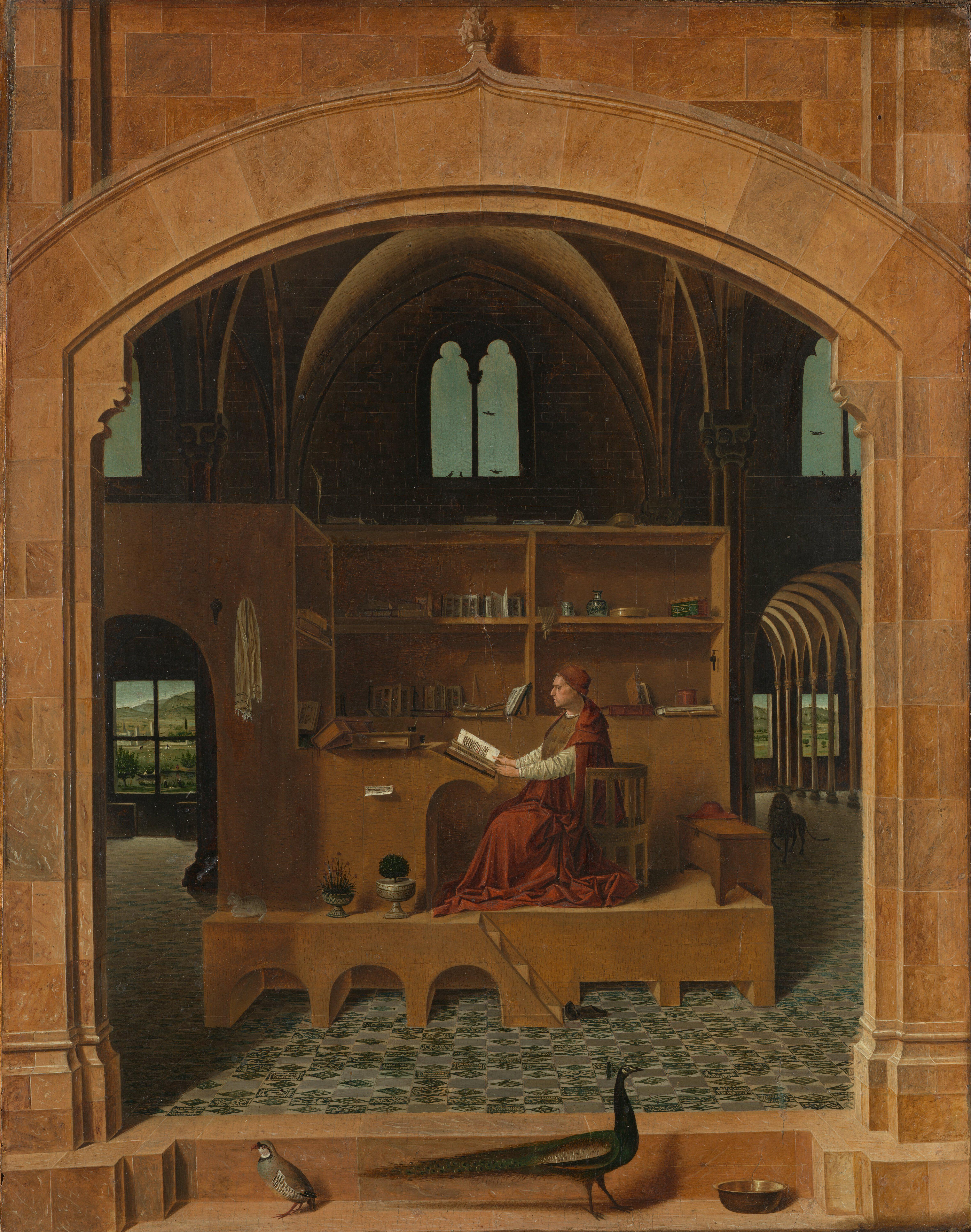
Antonello da Messina um 1474:
Der heilige Hieronymus im Gehäus

Die Autorin hat den Roman Bettina Blumenberg gewidmet und wurde unter anderen von Claudia Schmölders – die auch eine einleuchtende Deutung gibt – und Uwe Wolff zum Schreiben ermuntert.

## Inhalt
Im Umkreis des zuletzt in Münster lehrenden Lübecker Philosophen Professor Hans Blumenberg wird in den Jahren 1982/1983 und auch später gestorben. Keiner überlebt – die Erzählerinstanz natürlich ausgenommen. Der Nichtphilosoph unter den Lesern des Romans kommt gelegentlich über eine der „entlegenen Anspielungen“ ins Grübeln. Damit sind nicht Sibylle Lewitscharoffs Reflexionen und Anekdoten zu Epikur, Edmund Husserl, Friedrich Nietzsche, Ludwig Wittgenstein, Martin Heidegger, Joachim Ritter, Jacob Taubes und Jürgen Habermas gemeint, sondern die für den philosophischen Laien kaum verständlichen Bezüge zu Blumenbergs Werk – zum Beispiel jene im Kapitel Fragwürdiger Engelbescheid.
Im letzten Kapitel – Im Inneren der Höhle – treffen sich nach dem 28. März 1996, dem Todestag Blumenbergs, die oben erwähnten Gestorbenen „in einer anderen Welt“: Käthe Mehliss, Gerhard Baur, seine Freundin Isa aus Heilbronn, Richard, Hansi und der Professor selbst. Blumenberg war gegen Ende des vorangegangenen Kapitels (Der Löwe V) von seiner Ehefrau tot im Bett gefunden worden.
Die gelblichen Tierhaare auf der Schlafanzugjacke des Verstorbenen dürfen nicht übersehen werden, deuten diese doch auf ein Konstruktionsprinzip der Krimi-Autorin Sibylle Lewitscharoff – auf das Prinzip der verrätselten Vorankündigung eines gewaltsamen Todes. Es sind nämlich zwei Wege zu unterscheiden, auf denen die Autorin die genannten sechs Protagonisten aus dem Leben scheiden lässt – eben erstens der gewaltsame und zweitens der von uns als natürlich empfundene Tod. Zunächst der spektakulärere Gewaltfall. Aus dem letzten Satz des Romans folgt: Der Professor kommt durch einen Prankenhieb seines königlichen Löwen zu Tode. Eigentlich hatte Blumenbergs alterndes Haustier über den ganzen Roman hinweg keinerlei Angriffslust gezeigt. Mit den oben herausgearbeiteten Attributen Vorankündigung und Gewalt muss auch der Tod von Blumenbergs Studentin Isa umschrieben werden. Das diesbezügliche Krimi-Konstrukt: Im siebten Kapitel wird die Personalausweisnummer der jungen Elisabeth Kurz – Isa genannt – mitgeteilt. Zwei Kapitel später schimpft ein Lastwagenbeifahrer die Tote ein Arschloch, weil sich die Radfahrerin in der Nähe von Münster von seinem LKW einfach so hat überfahren lassen. Richard Pettersen aus Paderborn, ebenfalls ein Student des Professors, hat geerbt und wird auf einem längeren Südamerika-Trip im brasilianischen Manaus bei einem Raubüberfall durch einen Stich ins Herz ermordet. Die restlichen drei Personen sterben nicht eines gewaltsamen Todes; Hansi – eigentlich Hansjörg Cäsar Bitzer – nicht ganz natürlich. Er macht sich in West-Berlin selbständig. Nach der Mauer-Öffnung will er besonders die Passanten aus dem Osten seine Philosophie lehren und kommt infolge außerordentlicher Erregung, nachdem ihn zwei Wachmänner lediglich ruhigstellen wollten, im Oktober 1991 nahe beim Bahnhof Zoo zu Tode. Gerhard Baur stirbt 1997 an den Folgen eines Gehirnschlags in Zürich, nachdem er sich an der dortigen ETH erfolgreich als Philosophie-Professor beworben hatte. Hansi und Gerhard sterben also nach übermäßiger Gefühlswallung. Käthe Mehliss, Konventualin in Isenhagen, stirbt am 12. März 1987 eines natürlichen Todes – an Altersschwäche – in ihrem Bett. Käthe Mehliss wird als außergewöhnliche Person vorgestellt und ist neben dem Professor der einzige Mensch, der den Löwen in Gesellschaft des Professors wirklich gesehen hat. Die genannten Studenten und alle anderen Personen können jenen Löwen nämlich nicht sehen. Somit wird irrationaler Boden betreten; quasi weiter Raum für Spekulation. Der „nachmetaphysische Skeptiker“ Blumenberg und die Nonne können als elitäre Wesen verstanden werden. Die Studenten – allen voran Isa – sind mit Philosophie, wie sie der Professor praktiziert, überfordert, verstehen, orientierungslos geworden, die Welt nicht mehr, hassen die Eltern wie „Bibelingenieur“ Richard, der die Niederschrift seiner Dissertation abgebrochen hat. Das soeben behauptete Überfordertsein mit Philosophie und Blumenbergscher Bibelexegese stimmt zumindest für den relativ jungen Gerhard Baur nicht. Also muss ein anderes Kriterium für die Sichtbarkeit her: Der kann den Löwen sehen, der zumindest die Schwelle zum Greisenalter betreten hat. Somit bleiben nur noch der Professor und die Nonne übrig. Da Sibylle Lewitscharoff die Imagination Löwe als Wunder stehen lässt, kann nur gemutmaßt werden: Weil der Professor, wenn er einen schlechten Tag erwischt hat, den Löwen auch nicht sieht, ist diese Sichtbarkeit nicht nur von der Altersweisheit abhängig. Ein religiöser Leser könnte vielleicht behaupten, der Löwe stehe für einen Blick des weisen Menschen in das Auge Gottes. Nach letzterem Postulat war dann Blumenbergs tieferer Blick in jenes Auge wohl tödlich. Und die Moral von der Geschichte könnte sein: Grünschnäbel sollten nicht gar zu sehr philosophieren und selbst für alte Leute kann Intensiv-Philosophie lebensgefährlich werden.

## Zitat
Unter Philosophen zählt eigentlich nur das Genie: „Der sich und andere verwirrende Mensch ist der gewöhnliche Mensch.“

## Selbstzeugnis
März 2012, Interview mit Maximilian Humpert auf der Leipziger Buchmesse im Rezensionsforum bei literaturkritik.de: Behandelt wird die Frage: Was macht ein Agnostiker mit der heimlichen Hauptfigur, dem Löwen? Obwohl die Nilreise stattfand und auch die Münsteraner Professur existierte, lebt der Roman naturgemäß von Erfindungen. Es geht nicht um Blumenbergs Familie, sondern um die Würdigung des Philosophen. Bisher habe noch kein Blumenberg-Kenner der Autorin Unverstand vorgeworfen. (Allerdings tat Birgit Recki, selbst Schülerin Blumenbergs, genau dies in einer Rezension.) Der Löwe ist Symbol für das stärkste Tier und auch Sinnbild für einen starken Mann, der Herr seiner Triebe bleibt.

## Nebensachen
Freilich ist der Text ein komplexeres Gebilde als oben skizziert. Unten werden ganz kurz, wenn jene Kompliziertheit im Auge behalten wird, noch einige leicht durchschaubare Dinge angesprochen. Während die Flussreise auf dem Amazonas zur Sache gehört – es wird glaubhaft vorbereitet, welch schlimmes Ende Richards Brasilien-Trip nimmt – dient die Beschreibung von Blumenbergs dreimonatigem Nil-Tourismus anno 1956 mehr der Seitenfüllung zwischen den beiden Buchdeckeln.
Kontrovers könnten die Passagen – Blumenbergs jüdische Mutter betreffend – diskutiert werden; zum Beispiel in dem Sinne: Ist die leise, aber unüberhörbare Kritik Sibylle Lewitscharoffs an Hannah Arendt in einem Roman, der um die Singularität Löwe im Irrationalen kreist, nicht eigentlich ein klein wenig deplatziert?

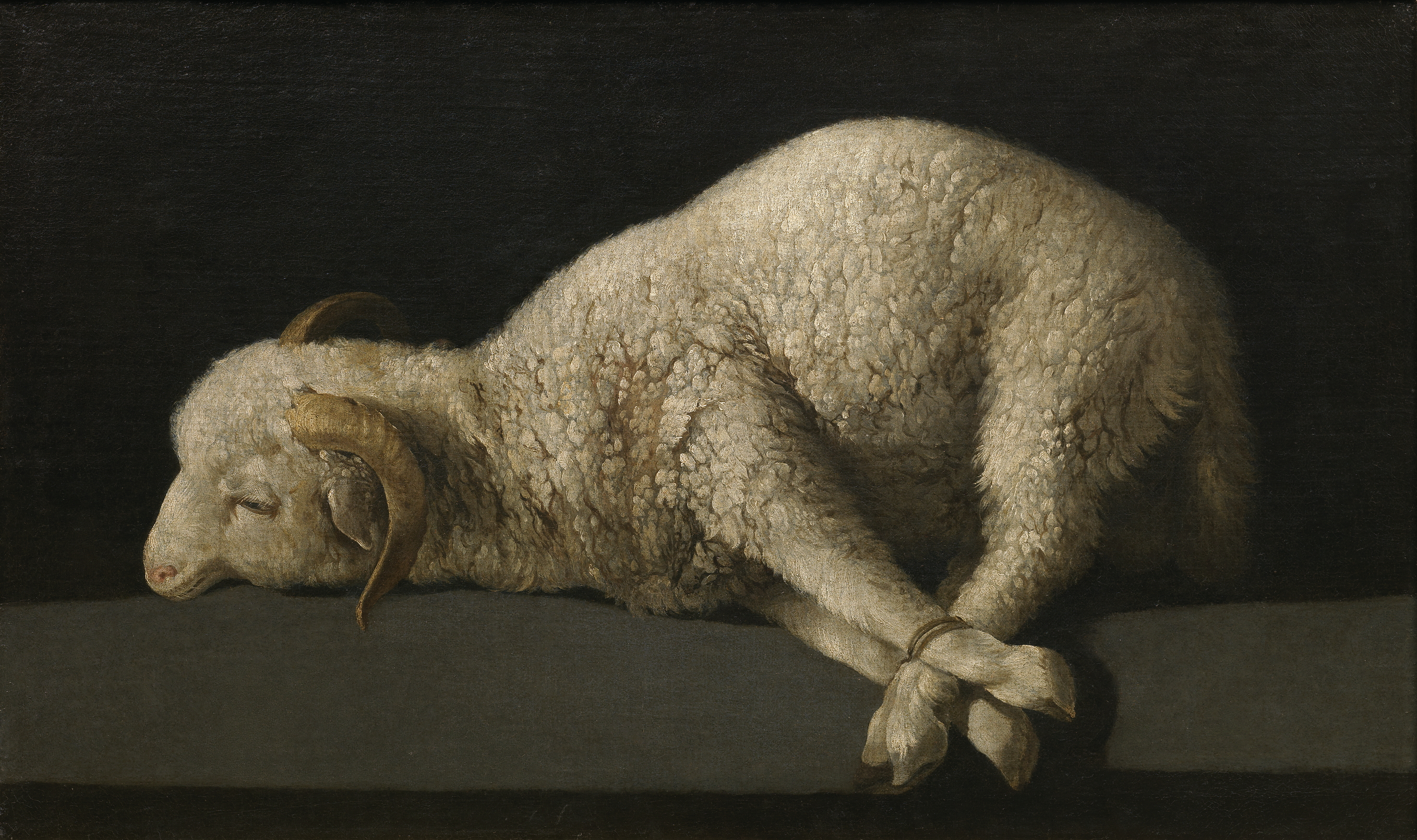
Francisco de Zurbarán, um anno 1637: Ariete

Auf Jüngers Auf den Marmorklippen wird angespielt und auf Freuds Mann Moses. Für jeden Lesergeschmack finden sich Verweise – für den Bildungsbürger – Zitate aus Samuel Beckett und aus einem Shakespeare-Sonett im Original sowie Nennung von Thomas Manns Josephsroman und der Namen Grass, Walser sowie Virginia Woolfs Mrs. Dalloway; für den Kitschliebhaber Albert Cohens Die Schöne des Herrn und für den Leser zwischen den beiden genannten Extremen Malcolm Lowrys Unter dem Vulkan. Einige Verse berühmter Gedichte von Goethe und Matthias Claudius wurden eingelegt. Überhaupt wird mit der Nennung von Berühmtheiten nicht gespart. Neben Isas „Blumenbergstuß“ findet sich Lacan. Gegen Schlafstörungen wird das Abhören Goulds empfohlen – seine Interpretation der Goldberg-Variationen. Im Zusammenhang mit einem der gewaltsam zu Tode gekommenen Philosophiestudenten wird Augenmerk auf Zurbaráns gefesseltes Lamm gelenkt.

## Rezeption
Der Roman wurde generell positiv rezipiert.
- 10. September 2011, Gregor Dotzauer im Tagesspiegel: Trost sollen mir die Löwen spenden[13]. Die realistische Beschreibung der ein wenig ausufernden Reise auf dem Amazonen-Strom fällt aus dem phantastisch-intellektuellen Rahmen. Der dreimal beiseite sprechende Erzähler senkt sich gleich einem Deus ex machina vom Romanhimmel.
- perlentaucher.de[14] weist auf Besprechungen hin
  - Judith von Sternburg in der Frankfurter Rundschau vom 10. September 2011
  - Lothar Müller in der Süddeutschen Zeitung vom 10. September 2011
  - Andrea Roedig in der tageszeitung von 1. Oktober 2011
- 13. September 2011, Ijoma Mangold in der Zeit: Der Trost des Löwen. Sibylle Lewitscharoffs „Blumenberg“ ist ein kühner Roman. Sein Geheimnis gibt er nicht preis.[15] Der zahme Löwe – Blumenbergs favorisiertes Symbol zur Mythenbildung und Strukturierung von Metaphern – gucke dem Professor bei seiner monumentalen Bibelübersetzung zu. Über das Wunder – das Glaubhafte – habe der theologisch orientierte Philosoph Blumenberg besonders nachgedacht. Also habe ihm die Autorin das Wunder Löwe ins Altenberger Arbeitszimmer gesetzt. Professor und Studenten leben und handeln nebeneinander. Blumenberg nimmt deren gewaltsame Tode gar nicht wahr – ebenso wie er über die ihn liebende, geradezu ihn vergötternde Isa in der ersten Hörsaalreihe hinweggesehen hat.
- 13. September 2011, Uwe Justus Wenzel in der NZZ: Der Löwe ist los[16]. Das Nachspiel, also das „platonische“ (Höhlengleichnis) im letzten Kapitel, trägt „beckettsche und danteske Züge“. Es geht „komisch, ulkig“ und „sprachwitzig“ zu.
- 25. September 2011, Marius Fränzel bei vigilie.de: Sibylle Lewitscharoff: Blumenberg[17]. Das Raunen der philosophisch angehauchten Erzählinstanz wird betrachtet.
- 27. September 2011, Wolfgang Schneider im Deutschlandradio Kultur: Philosoph mit Pranke[18]. Erst im Totenreich werden die im Diesseits ganz für sich agierenden beiden Parteien dieses Campus-Romans, der Professor und seine Hörer, zusammengeführt. Sibylle Lewitscharoffs Erfindungen in ihrer Hommage auf Blumenberg sind passend: Der Professor denkt in Metaphern und ihm erscheint eine solche im Studierzimmer.
- 5. Oktober 2011, Patrick Bahners in der FAZ: Zu große Nähe kann alles zerstören. Das kommt vor, wenn der ständige Umgang mit Gedankendingen die Lebenswelt ausmacht: Sibylle Lewitscharoffs Roman „Blumenberg“ ist ein königliches Lesevergnügen[19]. In seiner Entstehungsgeschichte habe der Mensch durch Begriffsbildung überlebt. Blumenberg habe sich den Intimfeind des Menschen in der Savanne, das stärkste Raubtier der Welt, so intensiv vorgestellt, dass es ihm am Ende im nächtlichen Arbeitszimmer erschienen sei. Sibylle Lewitscharoffs Verdienst: In ihrer Romanwirklichkeit erscheine der Löwe in der Studierstube glaubhaft. Der Tod der vier Studenten als Folge der Vorlesungen des Professors wird ins Kalkül des Rezensenten gezogen.
- 8. Oktober 2011, Daniel Windheuser im Freitag: Zusatzlöwe besucht Philosophen. Metaphernspiel. Ein feiner Knochen nicht nur für Akademiker: Sibylle Lewitscharoff und ihre Fantasie über Hans Blumenberg[20]. Der Professor betrachtet sein „Rationalitätsproblem“ Löwe nicht als Halluzination, sondern als späte Ehrung, die er auf einer „verschmitzten Metaebene“ wie selbstverständlich wahrnimmt. Die anfangs ein wenig verwunderliche Anwesenheit der „Gemeinde verehrender Studenten“ im Roman wird kurz begründet. Richard, Gerhard, Hansi und die „liebeswahnsinnige“ Isa sind in dem „launigen Ensemblestück“ – nicht nur für Geisteswissenschaftler gezimmert – fiktive Figuren. Im pointenhaften Schluss werde die Metaphorik gesprengt. Oder mit Dotzauers Worten (siehe oben): Das Raubtier hält die „allegorische Distanz“ nicht ein.
- 10. Oktober 2011, Angela Bachmair in der Augsburger Allgemeinen: Sibylle Lewitscharoff. Blumenberg[21]. In diesem Buch über die „Trostbedürftigkeit des Menschen“, über das Wirkliche an der Wirklichkeit und über die letzten Dinge endet Blumenbergs Leben glücklich.
- 11. Oktober 2011, Atalante: Das Kuscheltier des Philosophen. Sibylle Lewitscharoffs Trostgestalt mit Löwenmähne[22].
- 12. Oktober 2011, Joe Paul Kroll bei culturmag.de: Die Höhle des Löwen[23]. Carl Schmitt und Blumenberg stritten zu Lebzeiten über das Theologem Wunder. Die Darstellung des „Sinnzertrümmerers“ Blumenberg fehlt im Roman. Die Welten der tiefunglücklichen Studentin Isa – irgendwie auch an Patti Smiths Gedankengebäude erinnernd – sind eindringlich gestaltet. Die Tode der vier jungen Blumenbergianer sind womöglich nach einem Evelyn-Waugh-Muster gestrickt. Richards Sterben erinnert an Waughs „A Handful of Dust“ (1934). Im letzten Kapitel wird anscheinend die Nähe zu Faust. Der Tragödie zweiter Teil gesucht. Dieser komödiantische Versuch misslingt. Blumenberg erscheint als ein „zur Hälfte gelungener philosophischer Roman“.
- 13. Oktober 2011, Frauke Meyer-Gosau bei cicero.de: Hier leben die Löwen.[24] Warum ist der Text so federleicht geworden? Weil Sibylle Lewitscharoff beim Schreiben bestimmt einen Löwen neben sich liegen hatte.
- Oktober 2011, Georg Patzer bei Belletristik-Couch.de[25]. In dem „Possenspiel der höheren Art“ geht es nicht um Wirklichkeit, sondern um „Blumenbergs Gedanken zu Löwen“. Die vielen Nebengeschichten in dem Roman erscheinen als sinnlos. Die „unangemessene Schwere und bemühte Tiefe“ erinnern an Thomas Mann. Der schrieb allerdings wesentlich längere Sätze. Der ratlose Leser klappt das Buch zu (siehe auch 11. November 2011 bei literaturkritik.de: Blumenberg und sein Löwe[26]).
- 1. November 2011, Nadine Hemgesberg bei literaturundfeuilleton: Vorsicht, der Löwe ist los![27] Vieles bleibt diffus.
- 4. November 2011, Nummer 4 bei volltext.net: Der göttliche Löwe[28]. Das Schwere (gemeint sind Philosopheme) leicht darstellen – Blumenberg konnte es nicht. Sibylle Lewitscharoff kann es. Das Numinose erscheint in Tiergestalt.
- November 2011, Milena G. Klipingat bei goethe.de: Sibylle Lewitscharoff – wahres, witziges und sinngebendes Sprachvermögen.[29] Mit dieser „modernen Heiligenlegende“ ist  Sibylle Lewitscharoff „in den Mittelpunkt der deutschen Literaturszene“ gerückt.
- 7. Dezember 2011, Andre bei rostock-heute.de: Löwen und Philosophen[30]. Gespräch der Autorin mit Lutz Hagestedt.
- Ralph 2011 in lesemond.de: Sibylle Lewitscharoff. Blumenberg[31]. Antonello da Messinas Gemälde war eines von Blumenbergs Lieblingsbildern. Einige Romanthemen führen auf Stichworte, die zu Blumenbergs Werken korrespondieren – Arbeit am Mythos (1979), Wirklichkeiten, in denen wir leben (1981), Höhlenausgänge (1989) oder sein Begriff vom „Absolutismus der Wirklichkeit“. Die Studenten wirken im Roman bald wie Fremdkörper.
- 26. Januar 2012, Lesung und Gespräch mit Michael Braun in der Konrad-Adenauer-Stiftung: Der Löwe und der Philosoph[32]. Der Löwe kann als Angreifer auf den Realismus in der gegenwärtigen deutschen Literatur verstanden werden.
- 31. August 2012, Heinz Wittenbrink: Urlaubslektüre: Sibylle Lewitscharoff, Blumenberg[33]. Zu Lebzeiten habe Blumenberg seine jungen Hörer gelehrt, etwas zu verstehen mit Blick auf etwas anderes. Das habe auch Sibylle Lewitscharoff versucht – Blumenberg mit Blick auf seine vier unglücklichen Schüler verstehen wollen.
- 4. Oktober 2012, Monika Costard: Hieronymus als Gelehrter in Predigten aus dem Straßburger Dominikanerinnenkloster St. Nikolaus in undis. Mit einem Ausblick auf Sibylle Lewitscharoffs Roman Blumenberg (2011), in: Monika Costard / Jacob Klingner / Carmen Stange (Hg.), Mertens lesen. Exemplarische Lektüren für Volker Mertens zum 75. Geburtstag, Göttingen 2012, S. 47–65.
- 23. Oktober 2011, Denis Scheck bei ARD druckfrisch: Besser denken mit Löwen[34]. Ein Schwabe lobt eine Schwäbin über den grünen Klee.
- 15. November 2012, Nico Schulte-Ebbert bei denkkerker.com: Kollidierende Weißheiten. Gedankenströme zu Lewitscharoff und Blumenberg[35]. Isas Geschichte wird vorgenommen.
- 4. September 2013 bei buchpost: Sibylle Lewitscharoff: Blumenberg (2011)[36] Blumenbergs Kinder kommen nicht vor. Lediglich von der Ehefrau ist ein einziges Mal die Rede: Als sie ihren Nachtarbeiter tot auffindet.
- 20. März 2014, Bert Rebhandl bei Cargo: Blumenberg[37]. „Der Löwe… bedeutet letztlich: nichts…“